# Вергулева къща (1850)
Вергулевата къща (на гръцки: Αρχοντικό Βέργουλα), известна и като Верговата къща ( Αρχοντικό Βέργου) е възрожденска къща в град Костур, Гърция.

## Местоположение
Къщата е разпологена в южната традиционна махала Долца (Долцо) на улица „Айдитра“ № 12. Заедно със съседната Вергулева къща на № 14 са известни като Вергулика (Βεργουλέικα).

## История
Къщата е построена в 1850 година.
Сградата е дарена на общината и служи първоначално като училище за музикални инструменти, а по-късно като място за културни събития.
В 1965 година къщата е обявена за защитен паметник на културата.
През ноември 2018 година в къщата е настанена постоянна изложба на фотографии на Леонидас Папазоглу, дарени от наследниците на Йоргос Голомбиас.

## Архитектура
Представлява внушителна сграда с вход от юг, където се оформя дълъг двор. Отвътре се вижда, че страничният затворен чардак е опрян на дървени колони, а стрехите са с вдлъбнато-изпъкнали корнизи. Планът на къщата е квадратен с вписан кръст. Къщата е пригодена към стръмния склон и има вид на крепостна кула. Зимните помещения са на първия етаж, който има дебели каменни стени. Летните са на втория етаж, където конструкцията е по-лека и стените са по-тънки. Тук прозорците са повече и има дървени тавани.